# Свети Димитър (Брамптън)
Вижте пояснителната страница за други значения на Свети Димитър.
„Свети Димитър“ (на английски: St. Dimitar) е православен храм на епархията в САЩ, Канада и Австралия на Българската православна църква. Намира се в градчето Брамптън, предградие на Торонто, Онтарио, Канада.

## История
След Втората световна война в средите от българските имигранти, мигрирали от македонските земи в Торонто, започват да се формират течения за идентифициране като македонски канадци. С годините това натрупва противоречия в църковните общности, които са общи за българите, мигрирали от земите на Царство България и извън него. През 60-те години на XX век Македоно-българската православна църква „Св. Георги“ напуска лоното на Българската православна църква след появил се разкол, за да се върне отново след 50 години. През 90-те години на XX век със създаването на независима Македонска държава разграничаването се засилва.
Тези процеси и новите български имигранти поставят пред българска общност въпроса за изграждане на храм, свободен от македоно-български интриги. Въпросът намира решение през юни 2003 г., когато е организирано учредително събрание за регистриране на нов църковен храм по канадските закони. Идеята е подкрепена от канадския бизнесмен от български произход Игнат Канев. Събранието е благословението от митрополит Йосиф, с което са спазени каноните на Църквата.
Семейството на Канев дарява земя, разположена на един от хълмовете в Брамптън, на новорегистрираната църква „Свети Димитър“ и дарява първоначално един милион долара за започване на строежа. Много хора се включват в акцията за набиране на средства като д-р Константин и Кина Вълчеви, Лальо Метев. Константин Радев, Цветелин Цоков, Христо Тодоров, Александър Ковачев, Михаил Бисков и много други .
Строежът започва на 2 юни 2004 г. и завършва през 2005 г. Стотици българи от общността в Торонто участват с доброволен труд. Първата служба е проведена на 19 март 2005 г.
На 27 март 2006 г. храмът е тържествено осветен от двама български митрополити – Йосиф, епархийски архиепископ за САЩ, Канада и Австралия, и Русенски митрополит Неофит, по-късно Български патриарх.
Архитектурата на храма е еднокорабна базилика в нововизантийски стил. Интериорът има елипсовидна форма за по-добра акустика, украсен от българи зографи с дарение (около 200 хил. долара) от Лалю Христов Метев, който живее в Бразилия. Художниците Янаки Верани и Николай Нинов са изрисували купола и стените в храма. Резбарят Иван Мастагарков е автор на олтара. Иконите са дело на Румен Киринков.
На 18 до 21 юли 2019 г. църквата е домакин на 44-тия епархийски събор на православните българи от САЩ, Канада и Австралия.
Църквата е център на културен и социален живот на българите от областта.

## Паметник на Васил Левски
През 2017 г. във връзка със 180-ата годишнина от рождението на Васил Левски в двора на църквата е издигнал първият паметник на Апостола в Канада. Паметникът е изработен от бронз в България от инж. Тодор Ганарев и инж. Радиана Дервенска.
Проектът е осъществен от почетния консул на Република България в Мисисага Игнат Канев, настоятелството на църквата с председател Цветанка Христоскова, с организационната подкрепа и координация от страна на генералния консул на Република България Торонто Петър Крайчев, дарения и спомоществователство от редица наши сънародници и сдружения на българската общност както в Канада, така и в България. На откриването е изразена благодарност към множеството институции, организации, сдружения, физически и юридически лица в България и Канада, допринесли за изграждането на паметника на Апостола на свободата, сред които:
- Дора Чаушева, директор на Националния музей „Васил Левски“ в Карлово, с помощта на която през април 2017 г. е изготвена концепцията за изграждане на паметника.
- Логистичният партньор на инициативата DHL Експрес България с изпълнителен директор Румен Иванов и оперативен координатор по логистиката Георги Стоев.
- Инженерно-техническата група на място в Канада с ръководител Георги Николов.
- Всички българи, доброжелатели и дарители в България и Канада, както и медийният партньор в-к „Български хоризонти“, които допринесоха за успешната реализация на този исторически проект.[6]

На откриването присъстват също временно управляващият посолството на Република България в Отава Светлана Стойчева-Етрополски и д-р Константин Вълчев, почетен председател на настоятелсвото. Паметникът е осветен от енорийския свещеник отец Валери Шумаров.